# ネマニャ・ラドニッチ
ネマニャ・ラドニッチ (セルビア語: Немања Радоњић, ラテン文字転写: Nemanja Radonjić, 1996年2月15日 - ）は、セルビアのプロサッカー選手。セルビア代表。レッドスター・ベオグラード所属。ポジションはミッドフィールダー。

## 経歴

### クラブ

#### ユース
ニシュに生まれ、地元のラドニチュキ・ニシュの下部組織に在籍した。ここで頭角を現してパルチザン・ベオグラードの下部組織に移ったが、ラドニッチ自身はレッドスター・ベオグラードのファンである事を後に明かした。その後、ヴィトルル・コンスタンツァの下部組織であるゲオルゲ・ハジ・フットボール・アカデミーに在籍し、2014年にエンポリを経てローマと5年契約を締結した。

#### チュカリチュキ
2016年初めにローマからローン移籍でチュカリチュキに加入。セルビア・スーペルリーガで選手としてのデビュー戦を迎え、この試合で初得点も決めた。2戦目となったヤゴディナ戦でも30メートルの距離からゴールを決めた上にアシストも決める活躍を見せた。2016-17シーズンの終了までの1年半在籍し、カップ戦なども合わせて31試合4得点の結果を残した。

#### レッドスター・ベオグラード
2017年7月21日には、レッドスター・ベオグラードに加入。公式には2019年夏まではローマからのローン移籍での加入であるが、レッドスター・ベオグラードと5年契約を締結、つまりローマとの契約が満了するまでのローン移籍および2019年夏から2022年夏までの完全移籍での在籍契約をした。背番号は49番を選択。2017年7月27日に行われたUEFAヨーロッパリーグ 2017-18 予選のスパルタ・プラハ戦で61分にリカルジーニョに代わって途中出場しレッドスター・ベオグラードで初出場となった。初得点は同杯のクラスノダール戦でこの試合は彼の得点があって2-1の勝利となった。8月27日にはパルチザン・ベオグラードとのヴェチティ・デルビにも初出場、この試合では67分にアレクサンダル・ペシッチと交代しての途中出場であった。9月14日にはボリソフ戦で移籍後2得点目を記録し、この試合は1-1の引分に持ち込んだ。11月18日のラド・ベオグラード戦で中足骨を骨折、これでレッドスター・ベオグラードは2017-18シーズンが始まってから半年も経たずにブランコ・ヨヴィチッチ、ヴァニャ・ヴチチェヴィッチ、そして彼の3人を中足骨骨折で戦線離脱させる事態となってしまった。

#### オリンピック・マルセイユ
2018年8月30日、オリンピック・マルセイユに完全移籍。同年9月30日に行われたリーグ・アン第8節リール戦にて加入後初めて、フル出場を果たした。しかし、この試合でチームは0-3と完敗している。

#### ヘルタ・ベルリン
2021年2月1日、ヘルタ・ベルリンに買い取りオプション付きのシーズン終了までのローン移籍で加入。

#### ベンフィカ
2021年8月22日、ベンフィカにローン移籍で加入。

#### トリノ
2022年7月6日、トリノに買い取り義務付きのローン移籍で加入。
2024年1月31日、2023-24シーズンいっぱいまでマジョルカへローン移籍することが決定した。

#### レッドスター・ベオグラード復帰
2024年9月3日、レッドスター・ベオグラードと1年延長オプションつきの2年契約を締結した。

### 代表
セルビアU-17代表として2012年から2013年にかけて6試合でベラルーシ戦でのハットトリックを含む5得点の結果を残している。その後、U-18代表、U-19代表にも選出された。2016年11月にはネナド・ララトヴィッチ監督からU-20代表に招集され、U-21モンテネグロ代表戦でU-20代表初出場となった。U-21代表にもララトヴィッチ監督から招集され、UEFA U-21欧州選手権2017に出場した。
2017年11月にムラデン・クルスタイッチ監督代理からセルビアA代表に招集された。14日に行われた韓国代表との親善試合で81分にアンドリヤ・ジヴコヴィッチに代えて投入され、セルビア代表デビューを果たした。2018年6月～7月にかけてロシアで行われた、2018 FIFAワールドカップでは、スイス戦とブラジル戦の両方の試合で途中出場し、大会デビューを果たした。

## 個人成績

### クラブ
| 国内大会個人成績 | 国内大会個人成績 | 国内大会個人成績 | 国内大会個人成績 | 国内大会個人成績 | 国内大会個人成績                       | 国内大会個人成績 | 国内大会個人成績 | 国内大会個人成績 | 国内大会個人成績 | 国内大会個人成績 | 国内大会個人成績 |
| 年度             | クラブ           | 背番号           | リーグ           | リーグ戦         | リーグ戦                               | リーグ杯         | リーグ杯         | オープン杯       | オープン杯       | 期間通算         | 期間通算         |
| 年度             | クラブ           | 背番号           | リーグ           | 出場             | 得点                                   | 出場             | 得点             | 出場             | 得点             | 出場             | 得点             |
| セルビア         | セルビア         | セルビア         | セルビア         | リーグ戦         | リーグ戦                               | リーグ杯         | リーグ杯         | オープン杯       | オープン杯       | 期間通算         | 期間通算         |
| ---------------- | ---------------- | ---------------- | ---------------- | ---------------- | -------------------------------------- | ---------------- | ---------------- | ---------------- | ---------------- | ---------------- | ---------------- |
| 2015-16          | チュカリチュキ   | 28               | スーペルリーガ   | 10               | 2                                      | 0                | 0                | -                | -                | 10               | 2                |
| 2016-17          | チュカリチュキ   | 28               | スーペルリーガ   | 17               | 2                                      | 3                | 0                | -                | -                | 20               | 2                |
| 2017-18          | レッドスター     | 49               | スーペルリーガ   | 28               | 5                                      | 1                | 0                | -                | -                | 29               | 5                |
| フランス         | フランス         | フランス         | フランス         | リーグ戦         | リーグ戦                               | F・リーグ杯      | F・リーグ杯      | フランス杯       | フランス杯       | 期間通算         | 期間通算         |
| 2018-19          | マルセイユ       | 7                | リーグ・アン     | 17               | 0                                      | 0                | 0                | 1                | 0                | 18               | 0                |
| 2019-20          | マルセイユ       | 7                | リーグ・アン     | 21               | 5                                      | 1                | 0                | 3                | 1                | 25               | 6                |
| 2020-21          | マルセイユ       | 7                | リーグ・アン     | 12               | 2                                      | -                | -                | 0                | 0                | 12               | 2                |
| ドイツ           | ドイツ           | ドイツ           | ドイツ           | リーグ戦         | リーグ戦                               | リーグ杯         | リーグ杯         | DFBポカール      | DFBポカール      | 期間通算         | 期間通算         |
| 2020-21          | ヘルタ・ベルリン | 24               | ブンデスリーガ   | 12               | 1                                      | -                | -                | -                | -                | 12               | 1                |
| フランス         | フランス         | フランス         | フランス         | リーグ戦         | リーグ戦                               | F・リーグ杯      | F・リーグ杯      | フランス杯       | フランス杯       | 期間通算         | 期間通算         |
| 2021-22          | マルセイユ       | 7                | リーグ・アン     | 1                | 0                                      | -                | -                | -                | -                | 1                | 0                |
| ポルトガル       | ポルトガル       | ポルトガル       | ポルトガル       | リーグ戦         | リーグ戦                               | リーグ杯         | リーグ杯         | ポルトガル杯     | ポルトガル杯     | 期間通算         | 期間通算         |
| 2021-22          | ベンフィカ       | 23               | プリメイラ       | 6                | 0                                      | 2                | 1                | 2                | 0                | 10               | 1                |
| イタリア         | イタリア         | イタリア         | イタリア         | リーグ戦         | リーグ戦                               | イタリア杯       | イタリア杯       | オープン杯       | オープン杯       | 期間通算         | 期間通算         |
| 2022-23          | トリノ           | 49               | セリエA          | 28               | 2                                      | 2                | 2                | -                | -                | 30               | 4                |
| 2023-24          | トリノ           | 10               | セリエA          | 10               | 3                                      | 1                | 0                | -                | -                | 11               | 3                |
| スペイン         | スペイン         | スペイン         | スペイン         | リーグ戦         | リーグ戦                               | 国王杯           | 国王杯           | オープン杯       | オープン杯       | 期間通算         | 期間通算         |
| 2023-24          | マジョルカ       | 23               | ラ・リーガ       | 11               | 0                                      | 3                | 0                | -                | -                | 14               | 0                |
| セルビア         | セルビア         | セルビア         | セルビア         | リーグ戦         | リーグ戦                               | リーグ杯         | リーグ杯         | オープン杯       | オープン杯       | 期間通算         | 期間通算         |
| 2024-25          | レッドスター     | 49               | スーペルリーガ   | 21               | 5                                      | 3                | 1                | -                | -                | 24               | 6                |
| 通算             | セルビア         | セルビア         | スーペルリーガ   | 76               | 14                                     | 7                | 1                | -                | -                | 83               | 15               |
| 通算             | フランス         | フランス         | リーグ・アン     | 99               | 13                                     | -                | -                | 6                | 0                | 105              | 13               |
| 通算             | ドイツ           | ドイツ           | ブンデスリーガ   | 12               | 1                                      | -                | -                | 0                | 0                | 12               | 1                |
| 通算             | ポルトガル       | ポルトガル       | プリメイラ       | 6                | 0                                      | 2                | 1                | 2                | 0                | 10               | 1                |
| 通算             | スペイン         | スペイン         | ラ・リーガ       | 11               | 0                                      | 3                | 0                | -                | -                | 14               | 0                |
| 総通算           | 総通算           | 総通算           | 総通算           | 204              | 28\|\|\|12\|\|2\|\|8\|\|0\|\|224\|\|36 |                  |                  |                  |                  |                  |                  |

### 代表
| セルビア代表 | 国際Aマッチ | 国際Aマッチ |
| 年           | 出場        | 得点        |
| ------------ | ----------- | ----------- |
| 2017         | 1           | 0           |
| 2018         | 8           | 0           |
| 2019         | 7           | 2           |
| 2020         | 4           | 2           |
| 2021         | 9           | 0           |
| 2022         | 10          | 1           |
| 2023         | 5           | 0           |
| 通算         | 44          | 5           |

## タイトル
レッドスター・ベオグラード
- スーペルリーガ（2017-18）